# Magnoliiden
De naam Magnoliiden wordt in de 23e druk van de Heukels gebruikt als vertaling van de naam magnoliids in het APG II-systeem (2003). De opvolger van het APG II-systeem is het APG III-systeem (2009). De naam heeft betrekking op een van de belangrijkste groepen in het systeem, na de 'nieuwe' Tweezaadlobbigen (Engels: eudicots) en de Eenzaadlobbigen (Engels: monocots).
De naam magnoliids is in het meervoud en wordt niet (of niet per se) met een hoofdletter geschreven: ze wordt niet gecursiveerd. Deze groep werd ook wel aangeduid als magnoliid complex. De vertaling Magnoliiden in de 23e druk van de Heukels is ook in het meervoud maar kennelijk wel met een hoofdletter. De naam zal afgeleid zijn van de subklasse Magnoliidae, wat de groep was waartoe deze planten in het Cronquist systeem (1981) gerekend werden. De 22e druk van de Heukels was gebaseerd op Cronquist maar had deze groep in rang gereduceerd, tot de superorde Magnoliiflorae.
Het gaat hier niet zozeer een taxon met een rang (en een botanische naam) alswel een zogenaamde clade. De planten in de Magnoliiden zijn relatief primitieve bedektzadigen. De groep bestaat uit vier ordes:
- clade Magnoliiden
  - orde Canellales
  - orde Laurales
  - orde Magnoliales
  - orde Piperales

In eerdere systemen, inclusief het APG-systeem (1998), werd deze groep niet erkend. De clade van de 'magnoliids' vormen in het APG IV-systeem (2016) een zustergroep van de orde Chloranthales en de clade met alle overige naaktzadigen binnen de 'mesangiosperms'.
| - 'angiosperms', bedektzadigen, Angiospermae - basale 'angiosperms', ANA grade - 'mesangiosperms' - 'magnoliids', magnoliiden, Magnoliopsida - - Magnoliales - Laurales - - Piperales - Canellales - Chloranthales - - 'monocots' (Monocotyledoneae) - Dicotyledonae, tweezaadlobbigen - Ceratophyllales - 'eudicots', Asteropsida, 'nieuwe' tweezaadlobbigen |
| polyfyletische groep |